# 布魯爾 (緬因州)
布魯爾（英語：Brewer）是美國緬因州佩諾布斯科特縣的的一個城市，位於佩諾布斯科特河西岸、班戈的對岸。2000年人口8,987人。
1812年設鎮。